# Vallhall Arena
Vallhall Arena je večnamenska pokrita arena, ki se nahaja v Valle-Hovinu v Oslu na Norveškem. Stadion med tekmami sprejme 5.500 ljudi. Klub Tippeligaen Vålerenga uporablja areno za treninge in prijateljske tekme v zimskem delu, ko ni sezone.
Trenutno se uporablja predvsem za nogometne tekme, dvorana pa služi tudi kot prireditveni prostor.
Arena je znana tudi kot koncertno prizorišče, ki sprejme 12.500 ljudi. V bližini Valle Hovin je tudi koncertna arena na prostem. 22. aprila 2001 je tu irska vokalna pop skupina Westlife izvedla koncert za turnejo Where Dreams Come True, ki je podprla njihov album Coast to Coast.